# Siège de Kaiserswerth
Guerre de Succession d'Espagne
Batailles
Campagnes de Flandre et du Rhin
- Landau (1702)
- Friedlingen (1702)
- Kehl (1703)
- Ekeren (1703)
- Höchstädt (1703)
- Spire (1703)
- Schellenberg (Donauworth) (1704)
- Blenheim (1704)
- Landau (1704)
- Vieux-Brisach (1704)
- Eliksem (1705)
- Ramillies (1706)
- Stollhofen (1707)
- Cap Béveziers (1707)
- Cap Lizard (1707)
- Audenarde (1708)
- Wynendaele (1708)
- Lille (1708)
- Gand (1708)
- Malplaquet (1709)
- Douai (1710)
- Bouchain (1711)
- Denain (1712)
- Bouchain (1712)
- Douai (1712)
- Landau (1713)
- Fribourg (1713)

Campagnes d'Italie
- Carpi (1701)
- Chiari (1701)
- Crémone (1702)
- Luzzara (1702)
- Verceil (1704)
- Cassano (1705)
- Nice (1705-1706)
- Calcinato (1706)
- Turin (1706)
- Castiglione (1706)
- Toulon (1707)
- Gaeta (1707)
- Cesana (1708)
- Syracuse (1710)

Campagnes d'Espagne et de Portugal
- Cadix (1702)
- Vigo (navale 1702)
- Cap de la Roque (1703)
- Gibraltar (août 1704)
- Ceuta (1704) (es)
- Málaga (1704)
- Gibraltar (1704-1705)
- Marbella (1705)
- Montjuïc (1705)
- Barcelone (1705)
- Badajoz (1705)
- Barcelone (1706)
- Murcie (1706) (es)
- El Albujón (1706) (es)
- Santa Cruz de Ténérife (1706) (en)
- Almansa (1707)
- Xàtiva (1707)
- Ciudad Rodrigo (1707) (en)
- Lérida (1707)
- Tortosa (1708)
- Minorque (1708)
- Gudiña (1709)
- Almenar (1710)
- Saragosse (1710)
- Brihuega (1710)
- Villaviciosa (1710)
- Barcelone (1713-1714)

Campagnes de Hongrie
- Saint-Gotthard (1703) (en)
- Biskupice (1704) (en)
- Smolenice (1704) (en)
- Koroncó (1704) (en)
- Zsibó (1705) (en)
- Saint-Gotthard (1705) (en)
- Trenčín (1708) (en)

Antilles et Amérique du sud
- Santa Marta (1702)
- Guadeloupe (1703)
- Nassau (1703)
- Colonia del Sacramento (1704)
- Carthagène (1708)
- Rio (1710)
- Carthagène (1711)
- Rio (1711)
- Cassard (1712)

Le siège de Kaiserswerth a lieu durant la guerre de Succession d'Espagne : l'armée des alliés du comte de Nassau-Saarbrücken prend Kaiserswerth après un siège de quelques semaines. Kaiserwerth, petite ville située sur la rive droite du Rhin, appartient à l'électorat de Cologne, Il s'agit de la première place forte prise pendant la campagne de 1702 dans les Pays-Bas espagnols.

## Le siège
Le premier engagement de la guerre dans la région des Pays-Bas est l'attaque de la place de Kaiserswerth, petite ville de l'électorat de Cologne située sur la rive droite du Rhin. Cette ville est défendue, depuis l'année précédente par une garnison française composée de six bataillons, aux ordres du marquis de Blainville, maréchal de camp des armées françaises et gouverneur de la place.
Depuis le mois de mars 1702, un détachement de troupes auxiliaires de l'Empereur, fort de 18 000 hommes et composé de soldats hollandais et anglais, bloque la place de Kaiserswerth.
En avril 1702, une armée du Saint-Empire, conduite par le comte de Nassau-Saarbruck, composée en partie de soldats du Brandebourg de Hanovre et de soldats du prince palatin s'approche de la place à partir du duché de Berg pour l'attaquer et la prendre. Cette armée est couverte par un second corps d'armée commandé par le comte d'Athlone et le comte de Tilly, général hollandais, stationné près de Clèves. Ce second corps est composé de 27 bataillons et 62 escadrons, soient 22 000 soldats.
Le 15 avril 1702, l'infanterie impériale quitte Mulheim pour Kaiserswerth tandis que la cavalerie fait mouvement dès le lendemain sous les ordres du général Dopff (nl) et le baron de Heyden. Le comte de Nassau dispose ses effectifs autour de la place, du côté droit du Rhin, les troupes des Provinces Unies au sud, les troupes de Hesse à l'est et les troupes prussiennes au nord, et après inspection des abords de la place, il décide de démarrer l'ouverture de la tranchée dès le 18 avril 1702 au soir avec 600 pionniers, soutenus par 400 grenadiers et parviennent à établir deux batteries de canon de huit pièces.
Les travaux de tranchées se poursuivent, à la fois au sud par les troupes des Provinces Unies et au nord par les Prussiens sous le commandement du prince d'Anhalt, et cela malgré le feu des Français à partir d'une redoute située sur une petite île le long des rives du Rhin. Le 21 avril 1702, au matin, le marquis de Bainville décide d'envoyer cinq compagnies de Grenadiers soutenus par 500 soldats du régiment d'Orléans, commandé par leur colonel, le marquis de Brancas, et 200 pionniers dans le but de détruire les tranchées des Hollandais. Mais, à la suite d'une contre-attaque de cavalerie, le marquis de Brancas se retire dans la place en perdant une cinquantaine d'hommes.
Le 24 avril 1702, 400 grenadiers commandés par le prince d'Anhalt et 700 fusiliers débarquent sur la petite île sur laquelle sont positionnés 150 soldats français. Après un combat soutenu, les Français se retirent dans la redoute située au sud de l'île. Après les sommations d'usage, les soldats français se rendent aux Prussiens tandis que les officiers français sont tués en essayant de fuir en bateau.
Le même jour, le corps d'armée du comte de Tallard, composé de 18 bataillons et de 30 escadrons, arrive sur la rive gauche du Rhin, en face de la place de Kaiserswerth. Il est malheureusement trop éloigné des assiégeants pour les attaquer au moyen de son artillerie mais il parvient à ravitailler la place en hommes (2 bataillons du Régiment du Languedoc, un bataillon du Régiment de Saint-Sulpice et 700 hommes), en munitions et en provisions par bateaux.
La montée des eaux du Rhin, à la suite de pluies importantes, va ralentir l'activité pendant quelques jours. Le 12 mai 1702, le marquis de Blainville fait effectuer deux sorties pour neutraliser les tranchées ennemies. Cependant les travaux des pionniers se poursuivent jusqu'à une contrescarpe de la place. Le 21 mai 1702, une première sortie de nuit de 400 soldats commandés par le marquis de Saint-Sulpice et une seconde sortie de jour de 800 hommes commandés par le Chevalier de Croissy parviennent à éliminer 7 à 800 soldats ennemis, à détruire une partie des travaux des tranchées et à récupérer des canons.
Mais les assiégeants poursuivent leurs travaux de creusement de tranchées et d'installation de batteries de canons. À partir du 1er juin 1702, les alliés vont commencer à bombarder avec 48 canons et 30 mortiers la ville et les fortifications, tout en poursuivant leurs travaux de sape. Le 9 juin 1702, le prince prussien d'Anhalt-Dessau et le comte Hamilton lancent des attaques sur la ville avec 6 à 7 000 hommes, au prix de pertes importantes.

« Les Hollandais y eurent de tués trois colonels ou lieutenants colonels, six capitaines, cinq lieutenants, neuf enseignes, vingt-neuf sergents et quatre cent vingt quatre soldats… Les troupes de Prusse y perdirent un colonel, plusieurs autres officiers et deux cent vingt quatre soldats. »

— le marquis de Quincy ,  Histoire militaire du règne de Louis le Grand

Le 11 mai 1702, le marquis de Blainville tente une sortie pour chasser les troupes alliées du ravelin, mais en vain. La place n'est plus qu'un monceau de pierre, c'est pourquoi, le marquis de Blainville, décide de battre la chamade le 15 juin 1702, à 6 heures du matin, après avoir tenu 59 jours de tranchée ouverte. La journée est consacrée à signer les conditions de capitulation entre le marquis et le comte de Nassau qui accorde des conditions honorables aux assiégés.

« Que la garnison de la Ville, Château & Fort sortirait avec armes & bagages, & généralement avec tout ce qui lui appartenait & tous les autres honneurs accoutumés, qu'on lui fournirait tous les bateaux, chariots & chevaux nécessaires pout les Officiers et leurs effets, pour les malades & les blessés, pour être conduits par le chemin le plus court à Venlo. »

— le marquis de Quincy ,  Histoire militaire du règne de Louis le Grand

## Conséquences
Le marquis de Blainville est nommé lieutenant-général par Louis XIV à la suite de la résistance héroïque de la place.